# Beat Ernst Leuenberger
Beat Ernst Leuenberger (* 27. August 1946 in Burgdorf; † 20. Mai 2010 in Berlin) war ein Schweizer Botaniker und langjähriger Kustos des Botanischen Gartens und Botanischen Museums Berlin-Dahlem. Er war ein weltweit anerkannter Spezialist für die Pflanzenfamilie der Kakteengewächse (Cactaceae). Sein offizielles botanisches Autorenkürzel lautet „Leuenb.“

## Leben und Wirken
Beat Ernst Leuenberger besuchte in seinem Heimatort Burgdorf die Schule und begann 1966 ein Biologiestudium an der Universität Bern, das er 1972 mit dem Lizenziat (lic. phil. nat.) abschloss. An der Ruprecht-Karls-Universität Heidelberg setzte Leuenberger sein Studium fort. Seine seit seiner Kindheit vorhandene Begeisterung für Kakteengewächse (Cactaceae) verstärkte sich durch den Einfluss von Werner Rauh noch. 1975 wurde Leuenberger mit einer Arbeit über Die Pollenmorphologie der Cactaceae und ihre Bedeutung für die Systematik promoviert. Anschließend arbeitet er kurzzeitig als Assistent am Systematisch Geobotanischen Institut der Universität Bern. 1976 begann er seine Tätigkeit am Botanischen Garten und Botanischen Museum Berlin-Dahlem, die er bis an sein Lebensende ausüben sollte.
Neben seiner Tätigkeit am Herbarium unternahm Leuenberger zahlreiche botanische Expeditionen, die ihn meist in Gebiete führten, die reich an sukkulenten Pflanzen sind. Sein erstes großes Unternehmen führte nach Togo. Es folgten Reisen nach Mexiko, Namibia, Argentinien, Bolivien, Brasilien, Chile und die Guyanas, von denen er umfangreiches Pflanzenmaterial mit nach Berlin brachte.
Obwohl Leuenbergers Interesse besonders den Kakteen galt, er schrieb beispielsweise Monografien über die Gattungen Pereskia und Maihuenia, trug er auch zur Taxonomie anderer Pflanzenfamilien bei, darunter Aizoaceae, Amaryllidaceae, Melastomataceae, Misodendraceae, Philesiaceae und Welwitschiaceae. Aus dem Bewusstsein heraus wie komplex die Taxonomie der Pflanzen ist, entstanden Arbeiten über die in den Herbarien von Paris und Berlin aufbewahrten Kakteen-Herbarexemplare von Alexander von Humboldt und Aimé Bonpland, die Kakteen des Willdenow-Herbariums sowie die im Berliner Herbarium vorhandenen Typusexemplare der Kakteen. Von seinem Interesse für die Geschichte der Kakteensystematik zeugen die von ihm verfassten biografischen Abrisse über Franz Buxbaum, Hans Krainz oder Friedrich Ritter.
Beat Ernst Leuenberger war mit der Botanikerin Silvia Arroyo verheiratet. Er starb an Pankreaskrebs.

## Ehrungen
Nach Leuenberger benannt wurde 2012 die Pflanzengattung Leuenbergeria Lodé aus der Familie der Kakteen.